# Шарпвинкель, Вильгельм
Вильгельм Шарпвинкель (нем. Wilhelm Scharpwinkel; 4 декабря 1904, Херне, Вестфалия, Германская империя — 17 октября 1947, Москва, СССР) — немецкий юрист, оберштурмбаннфюрер СС, руководитель гестапо в Бреслау, командир айнзацкоманды 1 в составе 3-й айнзацгруппы в Польше.

## Биография
Вильгельм Шарпвинкель родился 4 декабря 1904 года. После окончания школы изучал юриспруденцию и в университете Эрлангена получил степень доктора права. В марте 1933 года сдал государственный экзамен в Берлине.
1 апреля 1932 года вступил в НСДАП (билет № 1053578). Впоследствии стал руководителем нацистской прессы в Боттропе. Шарпвинкель работаял юристом. 1 октября 1936 года стал сотрудником гестапо. В том же году поступил на службу в отделение гестапо в Берлине. С 1938 года служил в отделение государственной полиции в Лигнице, которое позже возглавлял с 1939 по 1940 год.
С начала Второй мировой войны и до ноября 1939 года был командиром айнзацкоманды 1, входившей в состав 3-й айнзацгруппы и осуществлявшей убийства польской интеллигенции и евреев. В ноябре 1940 года возглавил гестапо в Вильгельмсхафене. С сентября 1942 года и до конца войны руководил гестапо в Бреслау. Шарпвинкель был одним из ответственных за убийство 10 пойманных офицеров Королевских ВВС Британии, сбежавших из лагеря Шталаг Люфт III в марте 1944 года. В сентябре 1944 года стал командиром полиции безопасности и СД в Бреслау.

### После войны
10 мая 1945 года был взят в плен советскими войсками. В августе 1946 года британские следователи получили разрешение приехать в Москву и допросить Шарпвинкеля по поводу убийства военнопленных, сбежавших из Шталага Люфт III. Шарпвинкель умер в заключении в октябре 1947 года.